# Eberhard Piltz
Eberhard Piltz (* 22. Oktober 1942 in Königsberg, Ostpreußen; † 20. November 2011 in München, Bayern) war ein deutscher Journalist und von 1999 bis 2007 Leiter des ZDF-Studios in Washington.

## Leben
Piltz studierte Geschichte, Politik und Zeitungswissenschaften in München. Von 1965 bis 1970 war er Redakteur beim Bayerischen Rundfunk. In den Jahren 1970 bis 1974 war er Redakteur und stellvertretender Redaktionsleiter des BR-Magazins Report München und wurde anschließend bis 1982 Leiter des ARD-Studios Tel Aviv. Bis 1985 war er Leiter des ARD-Studios in Rom und von 1985 bis 1989 stellvertretender Leiter des ARD-Studios Bonn und Moderator der Sendung Bericht aus Bonn.
Seit 1989 war Eberhard Piltz beim ZDF, bis 1993 war er Leiter des ZDF-Studios in Paris und zugleich 1992 bis 1993 Chefreporter des ZDF. Als Leiter der ZDF-Hauptredaktion Aktuelles und Moderator des heute-journals war Piltz von 1993 bis 1997 tätig. Von 1997 bis 1999 war er  Leiter des ZDF-Studios erneut in Rom, von 1999 bis zu seinem Eintritt in den Ruhestand im Oktober 2007 war er Leiter des ZDF-Studios in Washington. Von dort berichtete er unter anderem live über die Terroranschläge am 11. September 2001. 
Seit 2007 war Piltz Professor an der Hochschule für Fernsehen und Film München und leitete dort den Bereich Fernsehjournalismus.
Nach einer kurzen, schweren Krankheit starb Eberhard Piltz am 20. November 2011 in München.